# Jägala
Jägala je vesnice v estonském kraji Harjumaa, samosprávně patřící do obce Jõelähtme.
Poblíž vesnice je místo zvané Kalevi-Liiva, na kterém byly v letech 1941 až 1943 prováděny hromadné popravy. Bylo zde zavražděno několik tisíc Židů, z toho asi 800 československých Židů z Terezína. Na místě je pomník obětem holocaustu.
Od srpna 1942 do srpna 1943 byl poblíž vesnice koncentrační tábor Jägala – pracovní tábor estonské bezpečnostní policie a Sicherheitsdienstu během německé okupace Estonska. Tábor byl založen v srpnu 1942 na bývalé dělostřelecké střelnici estonské armády.